# 제바스티안 뵈니슈
제바스티안 뵈니슈(독일어: Sebastian Boenisch, 1987년 2월 1일 ~ )는 폴란드의 전 축구 선수로, 현역 시절 레프트 백으로 뛰었다.